# Póvoa (Sobreira Formosa)
Póvoa é uma aldeia da freguesia de Sobreira Formosa, Município de Proença-a-Nova e Distrito de Castelo Branco com 70 habitantes.